# İncesu (district)
İncesu is een Turks district in de provincie Kayseri en telt 20.489 inwoners (2007). Het district heeft een oppervlakte van 872,2 km². Hoofdplaats is İncesu.
De bevolkingsontwikkeling van het district is weergegeven in onderstaande tabel.
| 1997   | 2000   | 2007   |
| ------ | ------ | ------ |
| 20.396 | 22.616 | 20.489 |